# ありがとう
「ありがとう」（有難う）は、日本語で感謝を表す時に用いられる。

## 概要
「めったにない」「めずらしい」を意味する「有り難し」という言葉が語源である。「ありがとう」は有難しの連用形「有り難く（ありがたく）」がウ音便化したものである。
また仏教語であったとも言われ、『法句経』にある生命の驚きと感動を伝える言葉が、時代と共に感謝を表す言葉となったとも言われている。

## 言い方の違い
英語の感謝の文である「サンキュー(Thank you)」やスペイン語の「グラシアス(gracias)」など、地域ごとにお礼の文は書き方や発音が異なる。以下は、日本のさまざまな地域言語での感謝の文の例。
| 言語               | 文の例               |
| ------------------ | -------------------- |
| 八丈語             | おかけさま           |
| 喜界語             | うふくんでーた       |
| 奄美語             | ありがてさまりょーた |
| 徳之島語           | おぼらだれん         |
| 沖永良部語         | みへでぃろ           |
| 与論語             | とーとぅがなし       |
| 沖縄語那覇方言     | にふぇーでーびる     |
| 沖縄語今帰仁方言   | かふーし             |
| 宮古語宮古島方言   | たんでぃがーたんでぃ |
| 宮古語多良間島方言 | すでぃがぷー         |
| 八重山語           | みーふぁいゆー       |
| 与那国語           | ふがらさ             |